# Viktor Ponrepo
Viktor Ponrepo, vlastním jménem Dismas Šlambor (16. června 1858 Praha – 3. prosince 1926 Praha) byl český iluzionista a průkopník kinematografie, majitel prvního stálého kina v Praze v domě U Modré štiky v Karlově ulici.

## Ponrepo kouzelníkem a eskamotérem
Narodil se na pražském Starém Městě v Michalské ulici 440/11, v rodině pomocného pozlacovače (Vergoldergehilfe) Jana Dismase Šlambora a jeho manželky Karoliny, rozené Kniemannové. Měl staršího bratra, další tři sourozenci zemřeli předčasně.
Na přání otce se vyučil pozlacovačem, od malička měl nadání učit se kouzelnickým trikům. Místo zlatnictví, které ho nebavilo, se dal na nejistou dráhu kouzelníka a eskamotéra. Roku 1888 se oženil se vdovou Karolínou Kerblovou, rozenou Kolářovou.
Od rakouských úřadů získal povolení k provozování kouzelnického umění a začal se svým představením putovat po českém venkově. Protože cítil, že jeho jméno není pro diváky přitažlivé, rozhodl se je změnit. Pseudonym zvolil podle zámečku Bon Repos u Lysé nad Labem, k tomu si vybral triumfální křestní jméno (Viktor = latinsky vítěz). Originální bylo i jméno Ponrepovy společnosti: Ponrepovo kouzelné divadlo s původními jevy duchů a strašidel. Po představení zůstával se svými diváky a vyprávěl jim o Praze, kterou mnozí dosud nespatřili. Svůj program neustále doplňoval a vylepšoval.
Své umění popsal v knize vydané roku 1903 ve Storchově nakladatelství v Praze pod titulem Moderní salonní kouzelnictví: hojná sbírka uměleckých kousků z oboru salonní eskamotáže, břichomluvectví, čtení myšlenek, různé pokusy z fysiky, mechaniky, arithmetiky a společenské hry pro umělce z povolání i diletanty pro spolkové zábavy, cirkusy apod..
Na Jubilejní výstavě 1891 v Praze nadchly Viktora Ponrepa vystavený Edisonův fonograf a v dřevěné boudě Kříženeckého promítání prvních filmových záběrů. O čtyři roky později se uskutečnilo jeho první představení kinematografu. Když pak začal Jan Kříženecký nejen promítat filmy francouzské, ale sám také filmy točit, Ponrepo se rozhodl tohoto vynálezu také využít. Svá představení oživoval fonografem, později si pořídil i promítací přístroj.

## Ponrepo a film

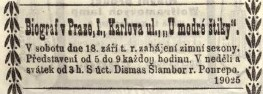
Viktor Ponrepo (Dismas Šlambor), inzerát 1909

Nakonec místo kouzelnických triků začal provozovat vlastní putovní biograf. Na promítání v Praze neměl licenci, cestoval po celé zemi. Velký úspěch zaznamenal dokument z bojů v búrské válce v jižní Africe, líbily se snímky Příjezd jízdy a Trh v Neapoli. V srpnu 1901 dostal povolení provozovat své kino čtrnáct dní v Pištěkově letním divadle na Královských Vinohradech, roku 1904 hostoval v hostinci „U koruny“ v Holešovicích. Po jeho pražských úspěších mu magistrát konečně povolil založit stálé kino v Karlově ulici. Bylo otevřeno 15. září 1907, mělo 56 sedadel a hrálo se denně kromě pátku.
Ponrepo se s každým divákem před promítáním osobně uvítal. Když diváků přibývalo, nechal si natočit úvodní znělku, v níž se divákům ukláněl na plátně. (Tyto úklony později byly používány při promítání filmů z fondů Národního filmového archivu v retrospektivním kině Ponrepo a v televizi, kde se divákům uklání stylizovaná figurka, pan Prokouk, kterého vytvořil režisér Karel Zeman) Při promítání pomáhal Ponrepovi jeho bratr Karel Šlambor, který diváky do představení uváděl, komentoval děj a vytvářel zvukové efekty. Jindy Ponrepo komentoval filmy sám a dělal to znamenitě s vtipem a uměním improvizace. Promítání filmů Ponrepo doplňoval nejprve svým starým fonografem, až po letech angažoval klavíristu a houslistu.
Národní filmový archív archivuje jedinečný krátký film (72 m) nazvaný pracovně Ponrepovo kouzelnictví. Pro Ponrepa jej natočil režisér a kameraman Antonín Pech a Ponrepo jej používal občas také jako zahajovací číslo svých představení. Ukazuje na něm jedno ze svých kouzelnických čísel.
Po roce 1908 byla naše kinematografie v krizi, proti filmu se ozvali někteří kulturní činitelé a zájem o film opadl. Ponrepo se pokusil zřídit obchod s kinematografickými potřebami a půjčovnu filmů, ale tento pokus neuspěl. Roku 1912 se Viktor Ponrepo stal místopředsedou Spolku českých majitelů kinematografů v království českém se sídlem v Praze, který byl právě založen. Další práci přerušila válka, po ní se však zájem o film vrátil a Ponrepo mohl v práci pokračovat. V polovině 20. let přišla však znovu krize a Ponrepo roku 1924 požádal o obnovení kouzelnické a eskamotérské licence, neboť zjistil, že ho film neuživí. Nakonec zemřel 4. prosince 1926 na pokraji chudoby. Byl pohřben na Vinohradském hřbitově.
Kino Ponrepo promítalo i po zakladatelově smrti dalších dvacet let, od třicátých let jako jediné kino v Praze promítající němé filmy.

### Jiná verze o prvním stálém kinu
Všeobecně se traduje, že první stálé pražské kino bylo od roku 1907 v domě U modré štiky. Podle vzpomínek herce Josefa Švába–Malostranského (1860–1932) otevřel Dismas Šlambor první stálé kino již roku 1899 v ulici Ve Smečkách. Měly se promítat velmi krátké filmy bez názvů a Šlambor měl též provozovat kouzelnická představení.

## Filmografie
- Ponrepovo kouzelnictví (1911) …sám sebe

## Zajímavosti
- v roce 1978 natočil režisér Jiří Menzel film Báječní muži s klikou, ve kterém vzdal hold prvním českým filmařům. Roli Viktora Ponrepa (ve filmu přejmenován na pana Pasparta) hrál Rudolf Hrušínský.
- 28. května 2008 dala Česká národní banka do oběhu ke 150. výročí narození tohoto českého filmového průkopníka pamětní stříbrnou dvousetkorunu[6]
- na počest Dismase Šlambora byla planetka 7332, objevená hvězdárnou Kleť 4. prosince 1986, pojmenována Ponrepo[7]